# Forcipomyia marksae
Forcipomyia marksae är en tvåvingeart som beskrevs av Tokunaga 1961. Forcipomyia marksae ingår i släktet Forcipomyia och familjen svidknott. Inga underarter finns listade i Catalogue of Life.